# Église Saint-Quentin de Dercy
L'église Saint-Quentin de Dercy est une église située à Dercy, en France.
Paroisse : Saint Aubin

## Localisation
L'église est située sur la commune de Dercy, dans le département de l'Aisne.